# Birgittakyrkan, Strängnäs stift
Birgittakyrkan eller Olshammars kyrka är en kyrkobyggnad i Olshammar i Askersunds kommun. Den tillhör Askersund-Hammars församling i Strängnäs stift. Den var ursprungligen en brukskyrka och var i privat ägo till 1982, då den överfördes till Svenska kyrkan och Hammars församling.
På herrgården intill föddes Verner von Heidenstam, den 6 juli 1859.

## Kyrkobyggnaden
Kyrkan ligger vid Vätterns västra strand, i kanten av Tiveden. Den uppfördes 1620 av Eric Hand, barnbarn till Erik XIV, och är uppkallad efter heliga Birgitta. Hennes make, Ulf Gudmarsson, ägde gården Olshammar, och Birgitta ska enligt traditionen ha byggt ett kapell där kyrkan ligger i dag. Söder om kyrkan ligger Birgittastenen, ett stenblock som Birgitta ska ha använt för att bestiga sin häst när hon red över Vättern till Vadstena.
Kyrkan restaurerades 1785 av Carl von Wahrendorff, dåvarande ägare till bruket Olshammar. Den fick då sitt nuvarande utseende med sammanbyggd predikstol och altare.
Fönstren har välbevarade glasmålningar i form av vapensköldar, som föreställer Eric Hand och hans kamrater under trettioåriga kriget.

## Inventarier
Glasmålningar från 1630 föreställer vapensköldar från en grupp officerskamrater. De är beställda i Riga av officeren Eric Hand som ägde Olshammar. Ett fönster saknar glasmålningar från 1600-talet. Där sitter nu en glasmålning som berättar om den stora restaureringen 1933-1934.
Till återinvigningen 1934 skrev Verner von Heidenstam sin sista betydande dikt, ”Jordevandrarens pilgrimsdröm”. 
Golvet består av tegelplattor tillverkade vid godsets tegelbruk. Sedan 1200-talet har det producerats tegel i Olshammar och på tegelugnarnas plats står idag en sulfatfabrik. 
Vid restaureringen 1785 fick kyrkan en mängd föremål, däribland tre grisaille-målningar, en silverkrona och nattvardssilver. Då byggdes också den helt bevarade predikstolen ovanför altaret. 
En grön mässhake med stola är tillverkad 2024 i Karagwe, Tanzania. Den är skänkt av Mikael Mogren. 

### Orgel
- Tidigare i kyrkan användes ett harmonium och tornrummet där orgeln står idag var mangelrum.
- Orgeln är byggd 1957 av Olof Hammarberg, Göteborg. Orgeln är mekanisk och har ett tonomfång på 54/27.

| Manual I      | Manual II      | Pedal      | Koppel |
| Trägedakt 8´  | Rörflöjt 8´    | Subbas 16´ | I/P    |
| Principal 4´  | Gedaktflöjt 4´ |            | II/P   |
| Mixtur 3 chor | Suavial 2´     |            | II/I   |